# Johan Wagenaar
Johan Wagenaar (né le 1er novembre 1862 à Utrecht et mort le 17 juin 1941 à La Haye) est un compositeur et organiste néerlandais.

## Biographie
Né à Utrecht, hors mariage, il est le fils de Cypriaan Gerard Berger van Hengst et de Johanna Wagenaar. Les parents de Wagenaar viennent de milieux sociaux différents : son père est un aristocrate, alors que sa mère a une origine plus  humble. Pour cette raison, les parents de Wagenaar ne se sont pas mariés, Wagenaar porte donc le nom de sa mère. Bien que Wagenaar ressente l'absence de mariage de ses parents, il n'est nullement négligé par son père.
Wagenaar montre des dispositions pour la musique dès son enfance. Cependant, il ne commence à recevoir une formation à la musique qu'à l'âge de treize ans, avec des leçons de piano, d'orgue, de violon, de théorie, et de composition. Il a pour maîtres le compositeur Richard Hol et l'organiste Samuel de Lange. En 1892, il étudie à Berlin avec Heinrich von Herzogenberg (l'ami de Johannes Brahms), prenant tout particulièrement des leçons de contrepoint.
En 1888, il succède à Richard Hol comme organiste à la Cathédrale Saint-Martin d'Utrecht, et se fait connaître pour sa virtuosité sur cet instrument. À Utrecht, Wagenaar devient enseignant à l'école de musique en 1896, puis est nommé directeur de cette école en 1904. Il reçoit aussi un salaire de la part de l'Orchestre municipal d'Utrecht (Utrechtsch Stedelijk Orkest).
Entre 1919 et 1937, Wagenaar est directeur du Conservatoire royal de La Haye. Parmi ses élèves, on trouve Peter van Anrooy, Emile Enthoven, Henri van Goudoever, Alexander Voormolen, Leon Orthel, Allard de Ridder, Willem Pijper, Bernard Wagenaar et Dina Appeldoorn.
Le 23 juillet 1897, Wagenaar épouse Dina Petronella van Valkenburg. Ils ont deux filles. Il  décède à La Haye le 17 juin 1941.

## Œuvres
- Opus 1 - Impromptu à la Mazurka pour piano
- Opus 2 - Fantasiestukken pour violon et piano
- Opus 3 - Introductie en fuga pour orgue
- Opus 4 - Quintette pour 2 violons, 2 altos et 1 violoncelle
- Opus 5 - Frithjofs Meerfahrt, ouverture (1884)
- Opus 6 - Fünf Lieder pour voix et piano
- Opus 7a - Lied pour voix et piano
- Opus 7b - 3 chœurs de femmes a cappella
- Opus 8a - De Schipbreuk, cantate (1889)
- Opus 8b - Fancy-fair (Weensche wals) pour orchestre
- Opus 9 - King Lear, ouverture
- Opus 11 - Concertouverture Frühlingsgewalt
- Opus 12 - 3 dubbelcanons pour chœur de femmes a cappella
- Opus 12a - Koraalbewerking en Fugetta pour orgue
- Opus 13 - Romantic intermezzo
- Opus 14 - Calme des Nuits pour chœur mixte et piano
- Opus 15 - Bruidsvaart der Roze - Valses pour chœur de femmes et piano
- Opus 16a - Zweedsche Marsch pour  chœur d'hommes et orchestre (ou piano à quatre mains)
- Opus 16b - Ode aan de vriendschap pour chœur mixte et piano
- Opus 17 - Seefahrt pour chœur d'hommes a cappella
- Opus 18 - Prière au Printemps pour chœur de femmes et piano
- Opus 19 - Fantasie over een oud Nederlandsch lied pour chœur d'hommes et orchestre
- Opus 20 - Opéra De doge (of koopman) van Venetië d'après Le Marchand de Venise de Shakespeare
- Opus 21 - Levenszomer, fantaisie pour orchestre
- Opus 22 - Hans und Grethel pour chœur de femmes a cappella
- Opus 23 - Cyrano de Bergerac, ouverture (1905)
- Opus 24 - Saul en David (Saul and David), poème symphonique (1906)
- Opus 25 - De getemde feeks (The Taming of the Shrew), ouverture (1909)
- Opus 27 - De cid (1908)
- Opus 28 - 3 canons pour chœur de femmes
- Opus 29 - De fortuinlijke kist - Zangspel in één bedrijf pour chœur de femmes
- Opus 30 - Chanson - Vijfstemmig madrigaal
- Opus 31 - Des winters als het reghent pour chœur de femmes a cappella
- Opus 32 - Symphoniëtta
- Opus 33 - Canticum pour chœur mixte
- Opus 34 - Avondfeest en Bruidsmarsch pour orchestre
- Opus 35 - Jupiter Amans pour chœur, soli, piano et orchestre
- Opus 36 - Driekoningenavond (Twelfth Night), ouverture, d'après Shakespeare (1928)
- Opus 37 - Intermerzzo pastorale pour orchestre
- Opus 38 - Wiener Dreivierteltakt, cycle de valses (1929)
- Opus 39 - De Philosophische Prinses, ouverture d'après Carlo Gozzi
- Opus 40 - Larghetto pour hautbois et orchestre
- Opus 41 - Aveux de Phèdre pour soprano et orchestre (texte de Jean Racine)
- Opus 45 - Amphytrion, ouverture (1938)
- Calme des nuits, chant pour chœur a capella
- Rondedans "Hei 't was in de Mei" pour voix et piano (1889)
- Liedje van de Linden pour voix et piano (1889)
- Intermezzo pour orgue (1889)
- Schemering pour voix et piano (1894)
- Twee humoristische dialogen pour soprano et basse (1894)
- Intrada voor orgel (1894)
- Proefzingen - Humoristische scène in één bedrijf (1913)
- Koraalfantasie over "Komt dankt nu allen God" voor orgel, twee trompetten en drie bazuinen (1923)
- Feestmarsch pour orchestre (1937)
- Elverhoï, poème symphonique (1940)